# Goetheschule Einbeck
Das Gymnasium Goetheschule Einbeck trägt diesen Namen erst seit 1949. Als Schule des Rates (Schola senatoria) wurde sie jedoch schon zur Reformationszeit im 16. Jahrhundert als städtische Lateinschule gegründet. Das einzige Gymnasium im Stadtgebiet Einbeck besuchten im Jahr 2024 etwa 630 Schüler.

## Geschichte

### Lateinschule der Reformation bis zum 18. Jahrhundert

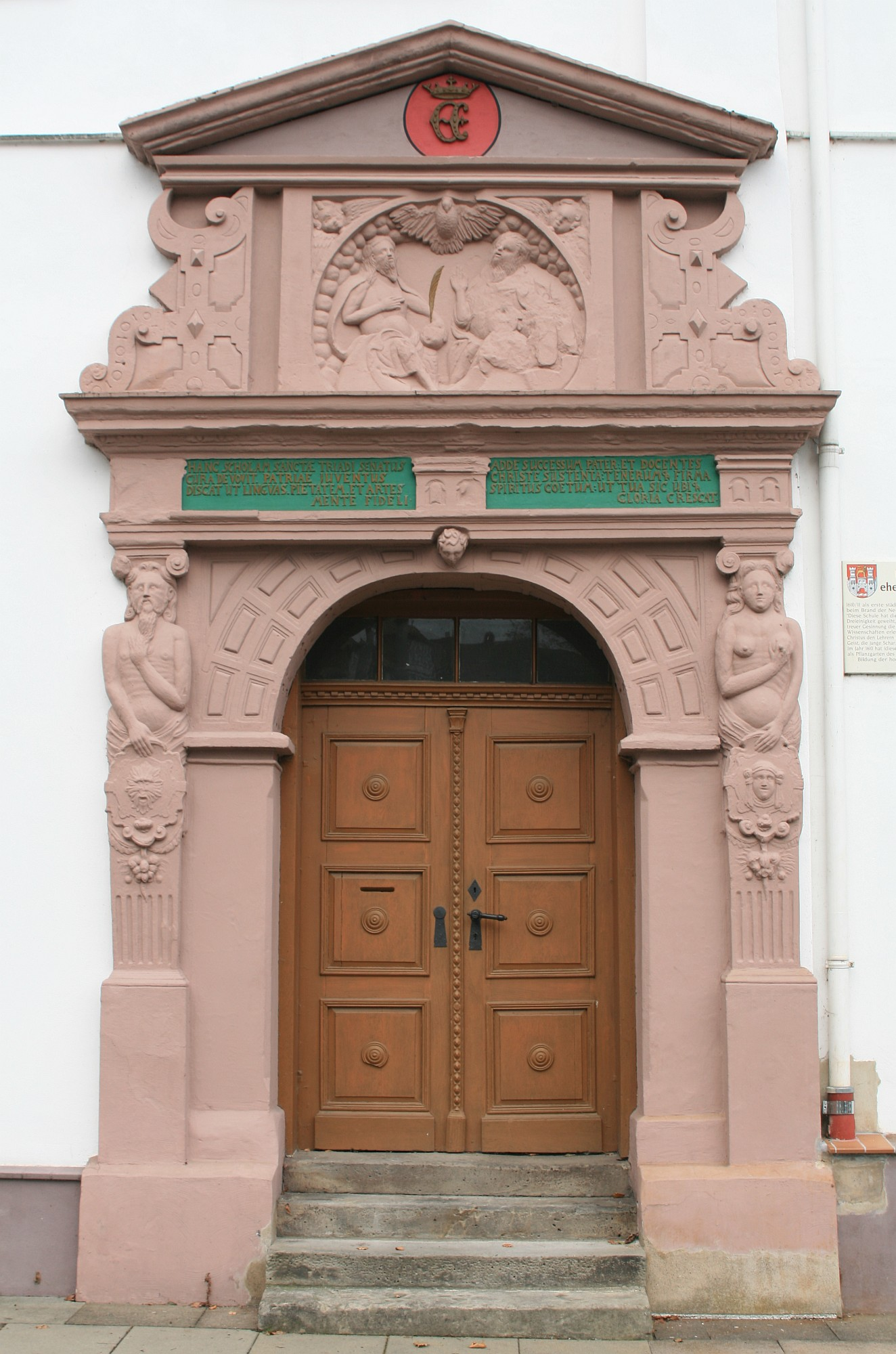
Nur das Renaissance-Portal des Gebäudes der Ratsschule von 1610 ist erhalten

Seit dem 13. Jahrhundert bestand bereits eine bedeutende Lateinschule des Alexander-Stiftes in Einbeck. Das Stift hatte sich vom Landesherrn, dem Fürstentum Grubenhagen, vertraglich zusichern lassen, dass keine weiteren Schulen in und um Einbeck gegründet werden dürften. Während der Reformation erstritten sich die evangelischen Bürger beim Landesherrn Gleichberechtigung, die im Einbecker Religionsvertrag vom 19. November 1529 festgehalten wurde. Um 1532 wurde dann vom Rat, in bewusstem Gegensatz zur weiterhin katholischen Stiftsschule, für die evangelischen Schüler eine Schule in der Neustadt gegründet. Luther schickte dazu seinen Schüler Magister Clemens. Von 1533 bis 1540 leitete Arnold Tetzler aus Lauenstein, ebenfalls ein Schüler Luthers und Melanchthons, die Schule. Im Sommer 1540 wurde die gesamte Stadt von einem Brand vernichtet, so dass die Schüler zunächst wieder zu der dem Landesherrn unterstehenden Stiftsschule gehen mussten. Nach Kompetenzstreitigkeiten zwischen Rat und Stift wurde Ostern 1573 an gleicher Stelle endlich eine neue Ratsschule eingeweiht; seitdem existiert die städtische höhere Schule ohne Unterbrechung bis heute. Erster Rektor der neuen Ratsschule mit drei Lehrern war Magister Christopherus Hünermundt aus Göttingen, von dem auch die erste Schulordnung in lateinischer Sprache stammt.
Zum Ende des 16. Jahrhunderts hatten die Bewohner der Stiftsfreiheit erstmals freie Wahl, ihre Kinder auch in die Ratsschule in der Neustadt zu schicken. Auch deshalb wurde das ursprüngliche Schulgebäude trotz Erweiterung bald wieder zu klein. Ein zweigeschossiges, repräsentatives Schulgebäude wurde auf dem Gelände des ehemaligen Maria-Magdalenen-Klosters errichtet, das im November 1611 von Magister Georg Fathschild eingeweiht wurde, der von 1599 bis 1618 Rektor war. Von diesem Gebäude ist nur das über fünf Meter hohe Renaissance-Sandsteinportal am Haupteingang des Verwaltungsgebäudes der Brauerei erhalten. Im Architrav, der von Karyatiden gestützt wird, ist in einem Medaillon die Dreifaltigkeit sowie die bekrönte Einbecker Stadtmarke dargestellt. Die lateinische Inschrift ist als Sapphische Strophe verfasst.
Ein prominenter Schüler ab 1618 war der spätere Dichter und Sprachgelehrte Justus Georg Schottelius. Mit sieben Klassen und sechs Lehrern gehörte die Schule in dieser Zeit zu den größeren Schulen des Landes. Der Unterricht bestand in den unteren Klassen aus den Fächern Lesen, Schreiben und Religion. In den höheren Klassen kamen Latein, Musik und zuletzt Griechisch, Hebräisch und Logik dazu. Im 17. und 18. Jahrhundert luden die Rektoren regelmäßig zu bestimmten Terminen die Honoratioren der Stadt zu einem „Schulprogramm“ ein, um den Leistungsstand der Schule zu demonstrieren. Durch die braunschweigisch-lüneburgische Schulordnung von 1737 nach den Vorstellungen des Göttinger Professors Gesner wurde der Lehrplan um die Fächer Mathematik, Geschichte, Geographie und Französisch erweitert. Aufgrund der Auswirkungen des Dreißigjährigen Krieges waren die Lehrer schlecht bezahlt und die Schulen immer weiter verfallen. Bestrebungen die Rats- und die Stiftschule zu vereinigen scheiterten im Jahr 1748. Die Ratsschule hatte etwa 150 Schüler, dreimal so viele wie die immer bedeutungsloser werdende Stiftsschule, die ihre oberste Klasse, die Lateinklasse abgeben musste. Sogar während des Siebenjährigen Krieges konnte die Ratsschule an Ansehen, Schülern und Lehrern zulegen. Die Rektoren und Lehrer der Schule bis in die Mitte des 18. Jahrhunderts hat der Chronist Harland aufgelistet.

### Gymnasium zweiten Ranges im 19. Jahrhundert
1801 wurde vom Magistrat die allgemeine Schulpflicht in Einbeck eingeführt; die unteren beiden Klassen wurden zur Bürgerschule erklärt, somit hatte die Lateinschule nur noch die oberen drei Klassen. Während der französischen Besetzung der Stadt von 1803 bis 1813 verschlechterte sich die Situation weiter. Wegen Geldmangels konnten keine geeigneten Lehrer gefunden und zwischen 1816 und 1823 kein Rektor eingestellt werden. Bis 1834 war mit Pastor Ahrens zumindest ein kommissarischer Leiter vorhanden. In dieser Situation schlug die königliche Schulverwaltung der Regierung in Hannover vor, auf eine höhere Gelehrtenschule in Einbeck zu verzichten, da es in Northeim, Göttingen, Osterode und Clausthal genügend entsprechende Einrichtungen gäbe. 1826 vernichtete ein Brand in der Neustadt weitgehend auch das Schulgebäude – die Schüler mussten „provisorisch“ für ein Vierteljahrhundert in die Räume des Waisenhauses in der Baustraße umziehen, da die Stadt an alter Stelle ein Brauhaus errichtete.
1829 führte das Königreich Hannover die Abiturprüfung an den Gymnasien ein, allerdings erhielt die Ratsschule aufgrund ihrer eingeschränkten Leistungsfähigkeit mit elf anderen nur den Status eines Progymnasiums, das heißt einer höheren Schule zweiten Ranges, an der man das Abitur nicht ablegen konnte. Auf das Progymnasium gingen zu dieser Zeit 83 Schüler, das war rund ein Zehntel aller Einbecker Schüler. Friedrich Kohlrausch inspizierte mehrmals als Leiter des Schulwesens im Königreich Hannover die Einbecker Ratsschule. Nach Kohlrausch ließ der fortschrittliche Rektor Hansen (Rektor 1845–1849) „die Schüler sämtlich mitarbeiten, weshalb ein reges Leben in der ganzen Klasse herrschte, welches bei einem anderen Lehrer als Unordnung erscheinen könnte“. Rektor Hansen führte auch erstmals Realfächer, zum Beispiel Technologie sowie Turnunterricht ein.
1850 wurde gemeinsam mit allen Schulen der Stadt ein neues Schulgebäude auf dem Möncheplatz bezogen, nachdem dort die letzten Reste des ehemaligen Augustiner-Klosters abgerissen worden waren. Unter der langjährigen Leitung (1849–1877) des konservativen Rektors Georg Schambach aus Göttingen stieg die Zahl der Lateinschüler wieder an. 1866 wurde als Konkurrenz zum Progymnasium eine höhere Bürgerschule eingerichtet, so dass das Progymnasium zunächst in die Baustraße und ab 1874 in ein neu gebautes Gebäude am Hullerser Tor umziehen musste. Nach dem Anschluss an Preußen wurde das Schulleben stark reglementiert und die Schule 1868 mit ihren sieben Lehrern in eine höhere Bürgerschule mit Pflichtfach Latein umgewandelt. Nach der preußischen Schulordnung von 1882 hieß die Schule jetzt Realprogymnasium, aufgrund der weiterhin fehlenden gymnasialen Abschlussklassen (Prima).

### Vollwertiges Realgymnasium im 20. Jahrhundert
Unter Bernhard Lenk, Rektor von 1890 bis 1906, wurde das Realprogymnasium zu einem vollwertigen Realgymnasium mit namhaften Lehrern ausgebaut und 1904 die ersten Abiturprüfungen abgenommen. Die Schülerzahl stieg bis 1909 auf über 250. 1908 bezog das Gymnasium den noch heute genutzten Neubau in neugotischem Stil in der Schützenstraße. Im Ersten Weltkrieg wurden Lehrer ersatzlos zum Kriegsdienst eingezogen, die Turnhalle war zeitweise Lazarett und wegen Kohlenmangels fiel im Winter oft der Unterricht aus. Ab 1922 besuchten erstmals auch Mädchen das Realgymnasium, die abendliche „Sperrstunde“ für Schüler entfiel und es gab einen „Schülerausschuß“, eine erste demokratische Schülerselbstverwaltung. 1924 wurde Englisch als erste Fremdsprache (ab der 5. Klasse) eingeführt, Latein dafür erst ab der 10. Klasse. Zahlreiche Arbeitsgemeinschaften wie Philosophie, Spanisch, Chemie, Geschichte und Heimatkunde wurden ebenfalls angeboten. An dem sogenannten Reformrealgymnasium wurden ab 1933 die entsprechenden Abiturprüfungen, etwa 20 pro Jahr, abgenommen. Ein Drittel der Schüler verließ die Schule mit der mittleren Reife.
Ab 1933 gab es keine Schul- und Sportfeste mehr. Fast alle Lehrer traten dem NS-Lehrerverband und der NSDAP bei, aber Johannes Söhl, Direktor von 1922 bis 1945, führte die Forderungen der Nationalsozialisten, Juden, Halbjuden, Kinder mit erheblichen körperlichen Gebrechen und Mädchen von der Schule zu verweisen, nicht durch. 1937 wurde das Reformrealgymnasium in eine Oberschule für Jungen umgewandelt und ein Jahr später die gymnasiale Schulzeit ohne Stoffkürzung auf acht Jahre reduziert. Im Zweiten Weltkrieg wurde mehr als die Hälfte der Lehrer eingezogen und 1943 musste das Gebäude für Lazarettzwecke innerhalb von vier Tagen geräumt werden – die Schule zog in das Nebengebäude der nahen Pestalozzi-Grundschule ein. Die Schülerzahl stieg durch die Auflösung der Cecilienschule für Mädchen und durch Evakuierte aus anderen Städten. Wie im Ersten Weltkrieg fiel im Winter oft der Unterricht aus. Von April bis Oktober 1945 war der Schulbetrieb unterbrochen.
Die ersten Jahre nach dem Krieg waren von hohen Schülerzahlen (etwa 500 Schüler), starker Raumnot und hoher Fluktuation unter den Lehrern gekennzeichnet. Erst 1947 konnte wieder das bisherige Gebäude an der Schützenstraße bezogen werden, und am 10. Mai 1949 beschloss der Rat der Stadt Einbeck die Änderung in den heutigen Namen Goetheschule. Ab 1953 wurde wieder die 13. Klasse (Oberprima) eingerichtet und in der Oberstufe konnte man zwischen einem sprachlichen und einem mathematisch-naturwissenschaftlichen Zweig wählen. 1954 wurden die Lehrer in den Landesdienst übernommen, die Stadt ist seitdem als Schulträger nur noch für das Gebäude und die Ausstattung zuständig. Ab 1960 entfiel das Schulgeld, 1965 wurde der zehntägige Probeunterricht abgeschafft. In den 1970er Jahren erreichte die Schülerzahl fast 1.000 in 37 Klassen, danach ging sie wieder zurück, u. a. durch die Einführung der Orientierungsstufe, die 2004 wieder abgeschafft wurde.

## Goetheschule heute
Mit etwa 600 Schülern und 60 Lehrern ist die Goetheschule Einbeck heute ein eher kleineres Gymnasium. Im Jahr 2011 wurde das Abitur nach Klasse 12 eingeführt. Seit dem Jahre 2014 ist ein Abitur nach Klasse 13 wieder möglich. Das Unterrichtsangebot richtet sich nach der Stundentafel 2 für Gymnasien des Landes Niedersachsen.
Es gibt seit 1965/66 einen Schüleraustausch mit der Einbecker Partnerstadt Thiais in Frankreich, einen Austausch mit der polnischen Partnerstadt Paczków und seit den 1980er Jahren einen GAPP Austausch mit der Highschool in Ogden in den USA.
Die Goetheschule wird vom Förderverein der Goetheschule Einbeck e. V. unterstützt. Es gibt einen Verein Ehemaliger Einbecker Realgymnasiasten / Goetheschüler e. V. (VE2R) und ein Alumni-Netzwerk.
Beim ersten Zentralabitur in Niedersachsen im Jahre 2006 erreichte die Goetheschule landesweit bei den öffentlichen Gymnasien den sechsten Rang. Das Ergebnis für die Goetheschule Einbeck war damit  das beste eines Gymnasiums in einer Stadt in Niedersachsen mit weniger als 100.000 Einwohnern. In den folgenden Jahren wurden die Auswertungen vom Kultusministerium  nicht mehr veröffentlicht.

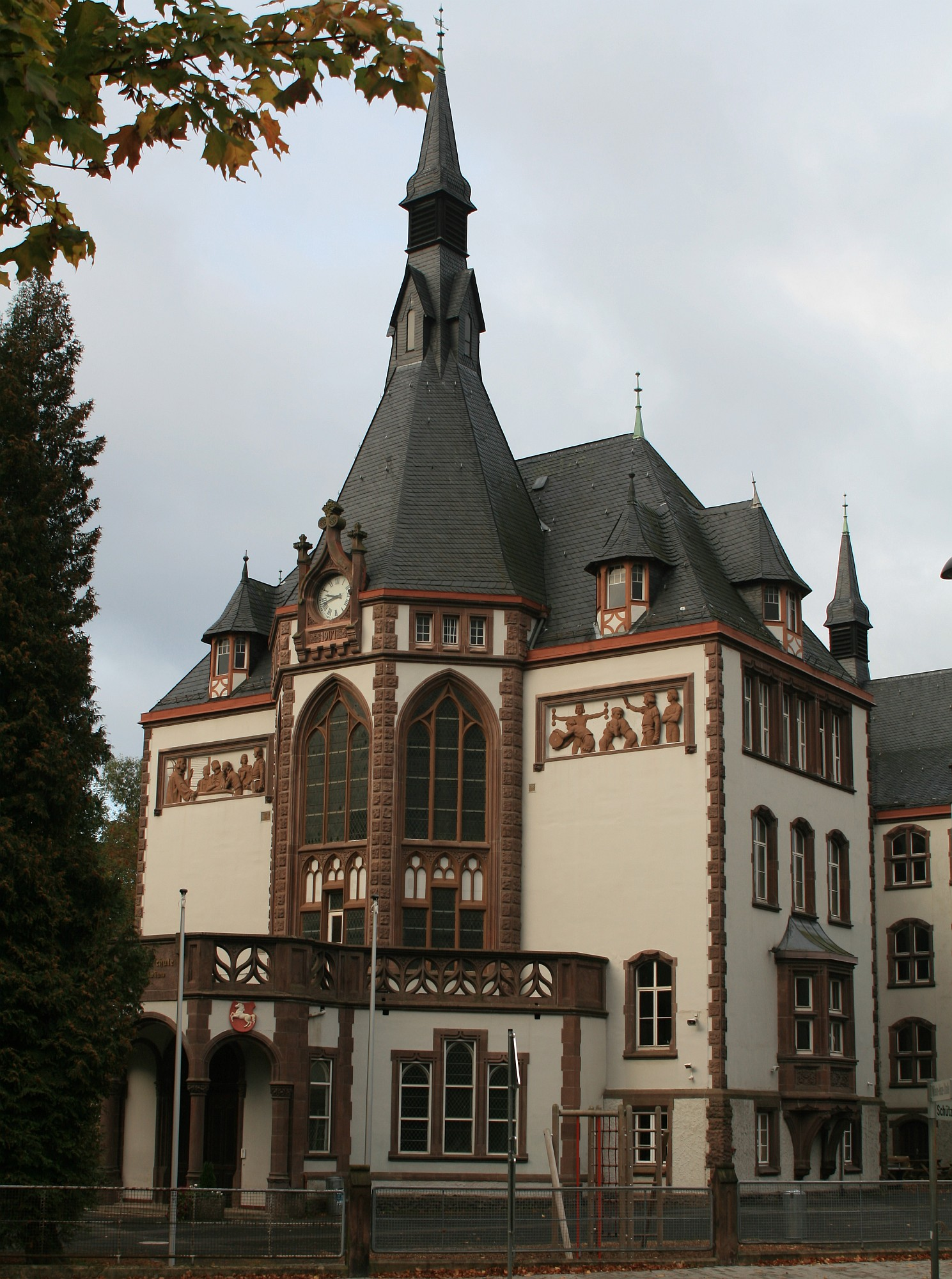
Heutiger Altbau von 1907

## Gebäude
1907 wurde das Kerngebäude der heutigen Schule an der Schützenstraße in neugotischem Stil erbaut. In den 1950er und 60er Jahren wurde der Altbau durch drei Erweiterungsbauten deutlich vergrößert. Seit dem Jahr 2004 wird zusätzlich das alte Seminargebäude der Pestalozzi-Grundschule als „Oberstufengebäude“ genutzt, da durch den Zuwachs der 5. und 6. Klassen nicht mehr genügend Raum vorhanden war.
Im Altbau befinden sich u. a. die Mensa, die Verwaltung, das Lehrerzimmer, die Aula und Klassenräume. Im Neubau befinden sich neben Klassenräumen die Pausenhalle, die Bibliothek und viele Fachräume. Die Kursräume der Oberstufe sowie die Klassenräume des 10. Jahrgangs liegen im Oberstufengebäude auf der anderen Straßenseite. Der Sportunterricht findet in den nahe gelegenen Sportstätten statt.

## Persönlichkeiten

### Lehrer und Direktoren
- Georg Fathschild (* 1573)
- Ludwig Gottlieb Crome, Rektor 1771 bis 1783
- Wilhelm Feise (1865–1948), deutscher Philologe, Lehrer und Autor[5]

### Schüler
- Friedrich August Crome
- Thomas Oppermann
- Werner Schreer (römisch-katholischer Geistlicher)
- Carolin Pohl (Schauspielerin)